# Distantobelus hibernus
Distantobelus hibernus är en insektsart som beskrevs av Capener 1968. Distantobelus hibernus ingår i släktet Distantobelus och familjen hornstritar. Inga underarter finns listade i Catalogue of Life.